# Fuji Network System
A Fuji Network System (フジネットワークシステム; Hepburn: Fuji Nettowāku Shisutemu) egy 28 televízióadót magába foglaló japán adóhálózat.

## Fuji Network System-adók
|                                                                                     | Adóállomás                            | Hívójel  | Lefedettség (prefektúra)                                              |
| ----------------------------------------------------------------------------------- | ------------------------------------- | -------- | --------------------------------------------------------------------- |
| CX 8                                                                                | Fuji TV / フジテレビ                  | JOCX-DTV | Tokió, Kanagava, Szaitama, Csiba, Gunma, Ibaraki, Tocsigi és Jamanasi |
| KTV 8                                                                               | Kansai TV / 関西テレビ                | JODX-DTV | Oszaka, Hjógo, Kiotó, Nara, Siga, Tokusima és Vakajama                |
| THK 1                                                                               | Tokai TV / 東海テレビ                 | JOFX-DTV | Aicsi, Gifu és Mie                                                    |
| AKT 8                                                                               | Akita TV / 秋田テレビ                 | JOBI-DTV | Akita                                                                 |
| EBC 8                                                                               | TV Ehime / テレビ愛媛                 | JOEI-DTV | Ehime                                                                 |
| FTB 8                                                                               | Fukui TV / 福井テレビ                 | JOFI-DTV | Fukui                                                                 |
| TNC 8                                                                               | TV Nishinippon / テレビ西日本         | JOJY-DTV | Fukuoka és Jamagucsi nyugati területei                                |
| FTV 8                                                                               | Fukushima TV / 福島テレビ             | JOPX-DTV | Fukusima                                                              |
| TSS 8                                                                               | TV Shinhiroshima / テレビ新広島       | JORM-DTV | Hirosima és Jamagucsi keleti területei                                |
| uhb 8                                                                               | Hokkaidō Bunka Hōsō / 北海道文化放送  | JOBM-DTV | Hokkaidó és Aomori (bizonyos részei)                                  |
| ITC 8                                                                               | Ishikawa TV / 石川テレビ              | JOIH-DTV | Isikava                                                               |
| mit 8                                                                               | Iwate Menkoi TV / 岩手めんこいテレビ  | JOYH-DTV | Ivate és Aomori (bizonyos részei)                                     |
| OHK 8                                                                               | Okayama Hoso / 岡山放送               | JOOH-DTV | Kagava és Okajama                                                     |
| KTS 8                                                                               | Kagoshima TV / 鹿児島テレビ           | JOKH-DTV | Kagosima                                                              |
| KSS 8                                                                               | Kochi Sun Sun TV / 高知さんさんテレビ | JOQX-DTV | Kocsi                                                                 |
| TKU 8                                                                               | TV Kumamoto / テレビ熊本              | JOZH-DTV | Kumamoto                                                              |
| OX 8                                                                                | Sendai Hoso / 仙台放送                | JOOX-DTV | Mijagi                                                                |
| UMK 3                                                                               | TV Miyazaki / テレビ宮崎              | JODI-DTV | Mijazaki                                                              |
| NBS 8                                                                               | Nagano Hoso / 長野放送                | JOLH-DTV | Nagano                                                                |
| KTN 8                                                                               | TV Nagasaki / テレビ長崎              | JOWH-DTV | Nagaszaki                                                             |
| NST 8                                                                               | Niigata Sogo TV / 新潟総合テレビ      | JONH-DTV | Niigata                                                               |
| TOS 4                                                                               | TV Oita / テレビ大分                  | JOOI-DTV | Oita (az NNS-szel megosztva)                                          |
| OTV 8                                                                               | Okinawa TV / 沖縄テレビ               | JOOF-DTV | Okinawa                                                               |
| sts 3                                                                               | Saga TV / サガテレビ                  | JOSH-DTV | Szaga                                                                 |
| TSK 8                                                                               | San-in Chou TV / 山陰中央テレビ       | JOMI-DTV | Simane és Tottori                                                     |
| SUT 8                                                                               | TV Shizuoka / テレビ静岡              | JOQH-DTV | Sizuoka                                                               |
| BBT 8                                                                               | Toyama TV / 富山テレビ                | JOTH-DTV | Tojama                                                                |
| SAY 8                                                                               | Sakuranbo TV / さくらんぼテレビ       | JOCY-DTV | Jamagata                                                              |
| Nincsenek partnerei az Aomori, a Tokusima, a Jamagucsi és a Jamanasi prefektúrákban |                                       |          |                                                                       |
| BS08                                                                                | BS Fuji                               | --       | Japán egész területe (Broadcasting Satellite)                         |